# Dysstroma olivescens
Dysstroma olivescens là một loài bướm đêm trong họ Geometridae.